# Selsawet Damanawa
Der Selsawet Damanawa (belarussisch Даманаўскі сельсавет Damanauski selsawet; russisch Домановский сельсовет Domanowskij selsowjet) ist eine Verwaltungseinheit im Rajon Iwazewitschy in der Breszkaja Woblasz in Belarus. Das administrative Zentrum des Selsawets ist das Dorf Damanawa. Der Selsawet umfasst 4 Dörfer und liegt im nördlichen Teil des Rajons.

## Orte im Selsawet
Das Selsawet Damanawa besteht aus 4 Dörfern: Damanawa, Dabrynjewa, Kochanawa und Wischnjouka.